# Dél-afrikai labdarúgó-szövetségek tanácsa
A Dél-afrikai labdarúgó-szövetségek tanácsa (angolul: Council of Southern Africa Football Associations, franciáu: Conseil des Associations de Football en Afrique Australe, portugálul: Conselho das Associações de Futebol da África Austral, rövidítve: COSAFA) 1997-ben alakult. Az Afrikai Labdarúgó-szövetség regionális szövetségének 14 tagállama van. Alapítók voltak: Angola, Botswana, Dél-Afrika, Lesotho, Malawi, Mozambik, Namíbia, Szváziföld, Zambia és Zimbabwe. Madagaszkár, Mauritius és a Seychelle-szigetek 2000-ben, a Comore-szigetek 2007-ben csatlakozott.
A szövetség szervezi a COSAFA-kupát.

## Tagállamok
- Angola
- Botswana
- Comore-szigetek
- Dél-afrikai Köztársaság
- Lesotho
- Madagaszkár
- Malawi
- Mauritius
- Mozambik
- Namíbia
- Seychelle-szigetek
- Szváziföld
- Zambia
- Zimbabwe

## Labdarúgó-események
- COSAFA-kupa

## Külső hivatkozások
A COSAFA hivatalos weboldala